# Herguijuela (kommunhuvudort)
Herguijuela är en kommunhuvudort i Spanien.   Den ligger i provinsen Provincia de Cáceres och regionen Extremadura, i den centrala delen av landet, 210 km sydväst om huvudstaden Madrid. Herguijuela ligger 485 meter över havet och antalet invånare är 368.
Terrängen runt Herguijuela är kuperad österut, men västerut är den platt. Runt Herguijuela är det mycket glesbefolkat, med 5 invånare per kvadratkilometer. Närmaste större samhälle är Trujillo, 14,0 km nordväst om Herguijuela. Omgivningarna runt Herguijuela är huvudsakligen savann.